# Mrs Robert Garrett
'Mrs Robert Garrett' est un cultivar de rosier hybride de thé obtenu en 1896 par le rosiériste américain John Cook et mis au commerce en 1900.

## Description
Ce joli hybride de thé montre de grandes fleurs doubles (17-25 pétales) d'aspect chiffonné et de couleur rose frais. Son buisson au feuillage sombre est d'aspect érigé et croît rapidement. Sa floraison est abondante au printemps avec des remontées plus légères en fin d'été et en automne. Ce cultivar éclaire à merveille les plates-bandes du jardin.
Sa zone de rusticité est de 6b à 9b.
Ce cultivar est issu de 'Mademoiselle de Sombreuil' x 'Madame Caroline Testout' (Pernet-Ducher 1890).